# ホテルマウント富士

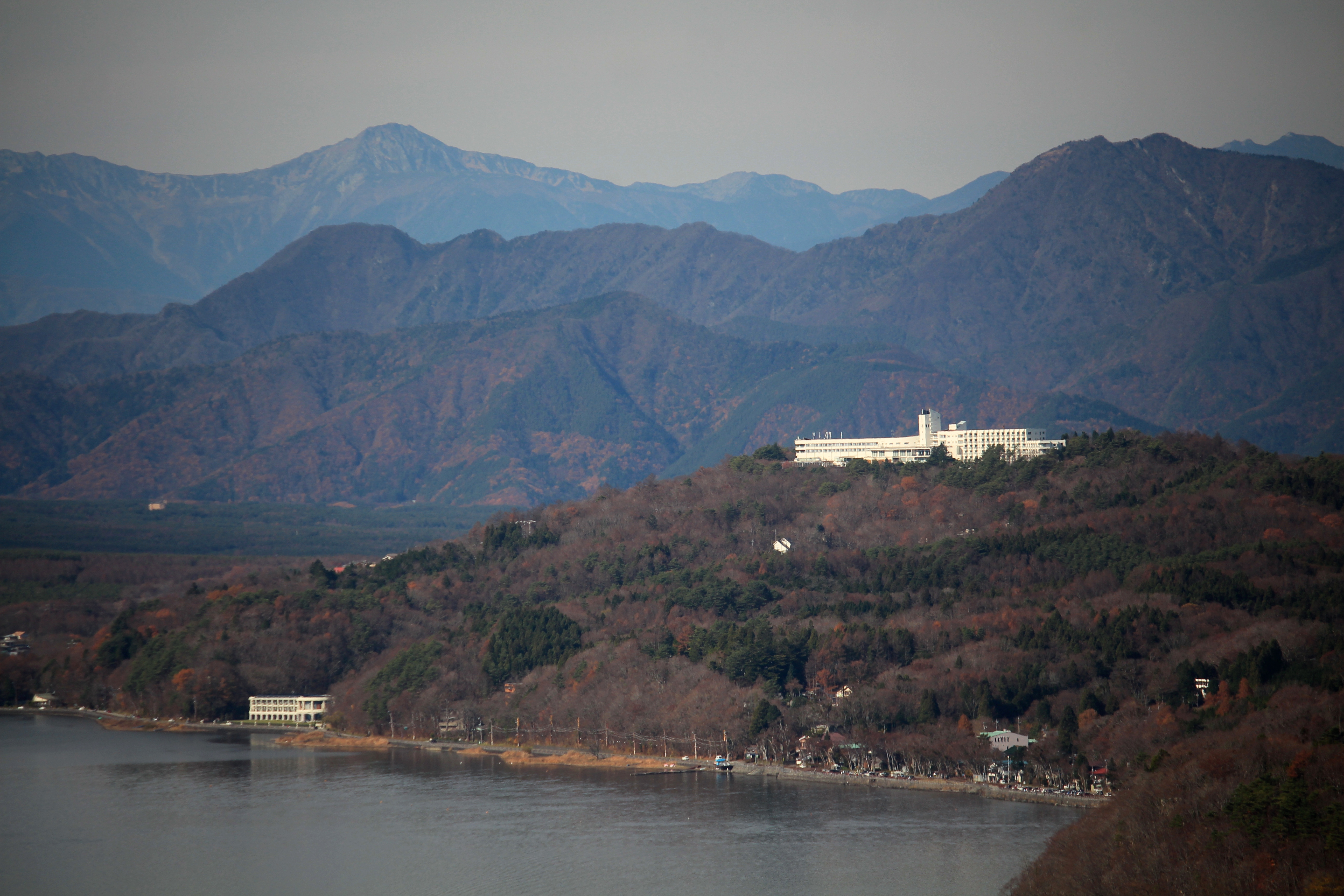
ホテルマウント富士

ホテルマウント富士（ホテルマウントふじ）は、山梨県南都留郡山中湖村にある富士急グループのハイランドリゾート株式会社が運営するリゾートホテル。

## 概要
1963年7月、「富士山を見るためだけ」をテーマに、山中湖畔・標高1,100mの大出山山頂にオープン。総工費は12億円（当時）で、客室数59室、会議室、レストラン、当時では最先端のボウリング場や屋外プールを備えた、日本で最初のヴァケーションホテルだった。オープン時の主賓は岸信介、五島昇で、パーティでは坂本九が上を向いて歩こうを歌唱した。「富士山が見えなかったら、お部屋代を無料にします」というサービスで当時話題となり、同キャンペーンは現在に至るまで50年以上続いている。
千葉真一主演の日本映画『直撃! 地獄拳』（1974年）では、建物・庭・プールがロケーション撮影に使われた。多くの賓客が訪れており、雅子妃や、安倍晋三元首相の非公式昼食会の場所としてインド首相のナレンドラ・モディが滞在・訪問したことがある。アメリカ合衆国農務長官・通商代表を歴任したクレイトン・キース・ヤイターは当時の自由民主党総務会長・加藤六月に連れられ、夫人とともに手ずからモミの木の植樹を行い、現在もホテル内で見る事が出来る。なお、その木の隣にはマウント富士で開催されていたマウント・フジ・ジャズ・フェスティバルの催行の為に訪れていたアルフレッド・ライオンによって植樹された木も現存する。また、1983年には第38期本因坊戦（趙治勲対林海峰）の会場となった。
作家・政治家の石原慎太郎も頻繁に訪れており、2013年には当時の総理大臣・安倍晋三と長男・石原伸晃と三人で会食にも訪れている。ホテル内のバー「Eau de joie（喜びの水、の意）」は石原により名付けられ、ロゴも本人の筆による。尚、当ホテルの元支配人談話によれば、石原にバーの命名を依頼したところ、5年近く納得がいく名前が浮かばなかったが、系列ゴルフ場の富士ゴルフコース17番ホールを終えた際に急に脳裏に浮かんだのがこの名前だったという。
温浴施設に力を入れており、特に満天星の湯のサウナの評価は高く、多くのメディアで取り上げられているほか、第4回日本サウナ大賞では情熱の施設賞を受賞。サウナ芸人マグ万平によるサウナイベント・万平蒸祭も催行された。
2022年9月3日の日本経済新聞プラスの『何でもランキング』において、非日常を味わえるサウナランキングで9位になるなど、多くのサウナランキングに名を連ねている。

## エピソード
建設当時に富士急行の社長を勤めていた堀内光雄は当ホテルについて、「これまで山のてっぺんにホテルを建てた例はなく、これが全国で初めてだったのですが、それを私があえて造ろうとしたのは、富士山を眺めるのに一番良い立地条件」であったと述べている。
堀内は、「富士五湖にある旅館というのは全部、湖を眺めるのに適した南岸に建っていますが、これでは富士山はうしろ側になるのです。」「南岸にいて、富士山も湖も眺められ、しかも富士山が一番大きくりっぱにみえるところはないものかどうか、という風に考えていきますと、それはもう高いところから眺めること以外にありません。」「富士山を正面に見て、しかも湖がみえ、裾野が広がる、この山の上なら大丈夫だ」と語っている。その原体験となったのは、堀内がニューヨークでエンパイア・ステート・ビルディングをクライスラー・ビルディングから見た際に「高いものを高くみせるには高いところへ行かなくちゃならない」と感じたことだという。
山の上にまで至る道路を敷設するには1,400mの長さが必要となり、費用だけで当時の金額で1億5000万円かかったと言い、水も全部下から上げなければならないなど「一見無謀な計画で」あったという。

## 歴史
- 1963年7月1日 - 開業
- 1982年 - 第40期将棋名人戦第4局を開催
- 1983年 - 全館リニューアルオープン

第38期囲碁本因坊決定戦第6局を開催
国際誌「ジャパン・ビジターズ・ガイド」の表紙に掲載
国際シンポジウム「ジャパンビジネスセミナー」開催
- 1984年 - 結婚式場新設

サン・ユ ビルマ連邦大統領来館
- 1986年 - マウント・フジ・ジャズ・フェスティバル・ウィズ・ブルーノートが開催。

開催より10年間、夜はホテル中庭でジャムセッションが行われた。
- 1990年 - リニューアルオープン

第48期将棋名人戦第6局を開催
ヤイター米国農務長官夫妻が来館
- 1991年 - 日米開戦50周年国際会議を開催
- 1992年 - 第47期囲碁本因坊決定戦第5局を開催
- 1999年 - リニューアルオープンに伴い、東急ハーヴェストクラブ山中湖開業

タイ王国 ウボンラット第一王女が来館
- 2000年 - タイ王国 チュワン・リークパイ首相が来館
- 2003年 - ザ・メインダイニング オープン
- 2018年 - 安倍晋三元首相とインドのモディ首相が来館、非公式昼食会開催

上記はすべて、ホテルマウント富士内掲出の開業60周年記念パネルに拠る。

## 東急ハーヴェストクラブ
東急ハーヴェストクラブの利用対象ホテルとしても活用されている。

## 施設
- レストラン
- お土産屋
- 温泉（泉質：アルカリ性単純温泉）
- サウナ（ロウリュサウナ、ミストサウナ）
- 室内温泉プール
- 駐車場